# Target Controlled Infusion
La Target Controlled Infusion, o TCI, è una metodica anestesiologica basata sull'infusione di farmaci attraverso pompe programmate con appositi modelli matematici; tali dispositivi permettono al farmaco di raggiungere in modo ottimale la concentrazione voluta nel plasma (target plasmatico) o al sito effettore. È applicabile sia per il propofol che per il remifentanil.
Generalmente si utilizza nelle tecniche di anestesia TIVA.
Tale metodica viene anche utilizzata durante la procedura DISE (Drug Induced Sleep Endoscopy) e nelle recenti procedure di Advanced Drug Induced Sleep Endoscopy come la aDISE, per la valutazione della sindrome da ostruzione delle vie aeree superiori (OSA) e nella selezione dei pazienti per il trattamento chirurgico e non chirurgico.